# Tyrannosauridae
Tyrannosauridae ("bạo long") là một họ khủng long thuộc siêu họ Tyrannosauroidea. Họ này có hai phân họ với tổng cộng 11 chi. Số lượng chi thuộc họ này vẫn còn tranh cãi, một số nhà khoa học cho rằng họ này chỉ có ba chi. Tất cả các chi sống vào cuối kỷ Creta và hóa thạch của chúng hiện được khai quật ở Bắc Mỹ và Châu Á.
Dù tổ tiên của chúng có kích thước nhỏ, các chi Tyrannosauridae hầu như luôn là động vật ăn thịt lớn nhất hệ sinh thái, đặt chúng lên đỉnh chuỗi thức ăn. Loài lớn nhất là Tyrannosaurus rex, một trong các loài ăn thịt lớn nhất trên cạn, dài tới 12,3 mét (40 ft) và nặng 6.500 kilôgam (7,2 tấn Mỹ).

## Mô tả

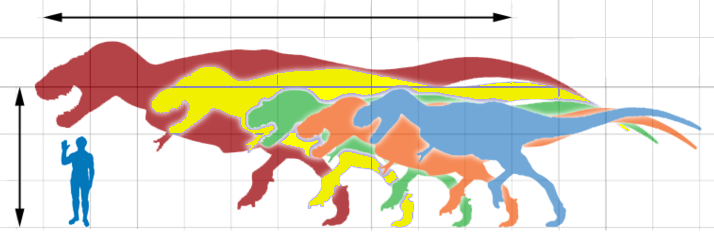
Một số loài bạo long theo kích cỡ tỉ lệ

Tyrannosaurids đều là các loài động vật to lớn, tất cả chúng đều có cân nặng đạt ít nhất 1 tấn. Một mẫu duy nhất của một cá thể Alioramus ước tính dài từ 5 đến 6 mét đã được phát hiện,, mặc dù nó được xem xét bởi một số chuyên gia là một con vị thành niên. Albertosaurus, Gorgosaurus và Daspletosaurus đều dài từ 8 đến 10 mét,[8] trong khi Tarbosaurus dài tới 12 m từ mõm đến đuôi. Tyrannosaurus khổng lồ đạt chiều dài 12,3 mét trong mẫu vật lớn nhất, FMNH PR2081 hay Sue.

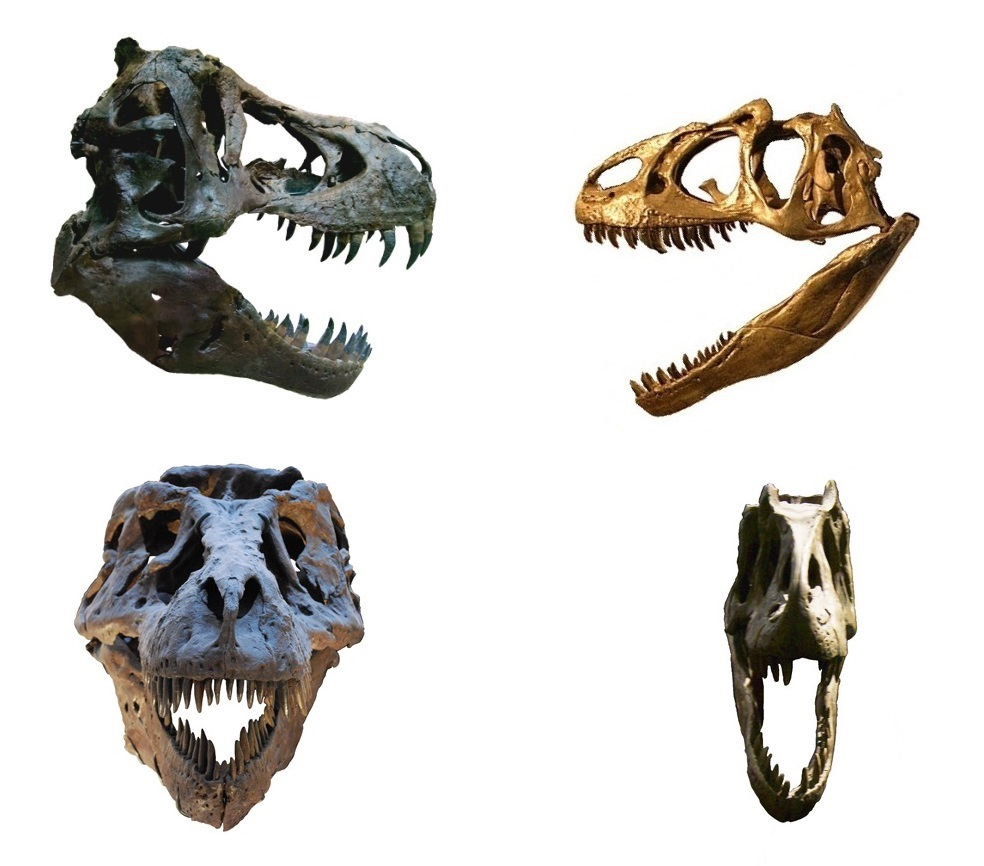
Hộp sọ của bạo long (T. rex) và Quái dị long (Allosaurus fragilis). Chú ý hai hốc mắt hướng về trước của T. rex.

Giải phẫu sọ của Tyrannosaurid được hiểu rõ do hộp sọ hoàn chỉnh của tất cả các loài được nghiên cứu trừ chi Alioramus, được biết đến với một phần hóa thạch sọ. Tyrannosaurus, Tarbosaurus, và Daspletosaurus có hộp sọ dài hơn 1 mét.[8] Các con Tyrannosaurids trưởng thành có hộp sọ cao, lớn, do nhiều xương hợp nên và cung cấp sức mạnh. Đồng thời, các khoang rỗng trong nhiều xương sọ và các lỗ hở lớn (cửa sổ) giữa những xương này giúp giảm trọng lượng hộp sọ. Nhiều đặc tính của sọ tyrannosaurid cũng được tìm thấy trong tổ tiên trước chúng, bao gồm xương trước mõm cao và xương mũi hợp nhất. [5]
Hộp sọ Tyrannosaurid có nhiều đặc điểm độc đáo, bao gồm xương đỉnh hợp nhất với một đỉnh đối xứng nổi bật, chạy dọc theo đường khớp dọc và chia đôi hai cửa sổ trên mái hộp sọ. Đằng sau những cửa sổ, tyrannosaurids có một đỉnh sau sọ cao đặc trưng, cũng xuất hiện từ các xương đỉnh nhưng chạy dọc theo một mặt phẳng ngang chứ không phải theo chiều dọc. Các đỉnh sau sọ đặc biệt phát triển tốt ở Tyrannosaurus, Tarbosaurus và Alioramus. Albertosaurus, Daspletosaurus và Gorgosaurus có những đỉnh cao ở phía trước mắt trên những xương lệ, trong khi Tarbosaurus và Tyrannosaurus có những khối xương sau hốc mắt cực kỳ dày cộp tạo thành những vấu hình lưỡi liềm sau mắt. Alioramus có một hàng sáu cái xương đỉnh trên mõm, phát sinh từ xương mũi; thấp hơn các đỉnh đã được báo cáo từ một số mẫu vật của Daspletosaurus và Tarbosaurus, cũng như loài tyrannosauroid cơ bản hơn như Appalachiosaurus.[7][11]
Hộp sọ được đặt trên một cái cổ hình chữ S dày, và một cái đuôi dài, nặng đóng vai trò như một đối trọng để cân bằng phần đầu và thân, với khối tâm ở vị trí trên hông. Tyrannosaurids được biết đến với hai chi trước hai ngón rất nhỏ, mặc dù tàn tích của một ngón thứ ba đôi khi được tìm thấy.[5][12] Tarbosaurus có bộ chi trước ngắn nhất so với kích thước cơ thể của nó, trong khi Daspletosaurus dài nhất.
Tyrannosaurids chỉ di chuyển bằng hai chi sau, vì vậy xương chân của chúng rất lớn. Ngược lại với các chi trước, đôi chân sau dài hơn hẳn so với kích thước cơ thể của hầu hết các loài theropod khác. Các con non và các con trưởng thành nhỏ, ví dụ như các loài tyrannosauroids cơ bản hơn, có xương chày dài hơn xương đùi, một đặc tính của khủng long chạy nhanh như ornithomimids. Các con lớn lớn hơn có tỷ lệ chân cơ thể đặc trưng của động vật di chuyển chậm, nhưng không đến mức độ nhìn thấy trong các loài theropod lớn khác như abelisaurids hoặc carnosaurs. Các phần xương bàn chân (metatarsal) thứ ba của tyrannosaurids bị chèn ép giữa các xương bàn chân thứ hai và thứ tư, tạo thành một cấu trúc được gọi là bộ xương bàn chân (arctometatarsus).[5]
Ta chưa có hiểu biết về sự tiến hóa và phát triển của arctometatarsus; nó không xuất hiện trong các loài tyrannosauroids sớm nhất như Dilong,[13] nhưng được tìm thấy ở loài Appalachiosaurus sau này.[11] Cấu trúc này cũng đặc trưng ở các loài troodontids, ornithomimids và caenagnathids,[14] nhưng sự vắng mặt của nó trong các loài tyrannosauroids sớm nhất chỉ ra rằng nó được phát triển bởi tiến hóa hội tụ. [13]

### Răng
Tyrannosaurids, giống như tổ tiên tyrannosauroid của chúng, có nhóm răng khác, với răng hàm mõm trước hình chữ D ở mặt cắt ngang và nhỏ hơn phần còn lại. Không như các loài tyrannosauroids trước và hầu hết các theropod khác, răng hàm trên và hàm dưới của tyrannosaurids trưởng thành không giống như lưỡi dao mà cực kỳ dày và thường tròn trong mặt cắt ngang, với một số loài có các răng cưa giảm xuống.[5] Số lượng răng có xu hướng nhất quán trong các loài, và các loài lớn hơn có số lượng răng thấp hơn của các loài nhỏ hơn. Ví dụ, Alioramus có 76 đến 78 răng trong hàm của nó, trong khi Tyrannosaurus có từ 54 đến 60 cái.[15]